# Karin Burmeister
Karin Burmeister (* 4. August 1942 in Rostock; † 10. Dezember 2023) war eine deutsche Frauenrechtlerin. Ihr wurde 2016 zum Internationalen Frauentag das Bundesverdienstkreuz am Bande verliehen.

## Leben und Wirken
Burmeister wuchs in Wardenburg bei Oldenburg auf als einziges Kind einer Fabrikantenfamilie. Bereits seit 1965 war sie im Kölner Raum in der Datenverarbeitung tätig. Viele Jahre hielt sie – zuletzt ehrenamtlich – Computerkurse, vor allem für Frauen.
Ab 1983 war sie Mitglied bei den Grünen in ihrem Wohnort Pulheim und wurde dort 1984 in den Rat gewählt. Bis 2009 vertrat sie als Ratsmitglied und Fraktionssprecherin die Belange von Umwelt, Natur, Landschaft und Klima. Auf ihre Initiative hin wurden die Gleichstellungsstelle und der Frauenbeirat eingerichtet, in dem sie bis kurz vor ihrem Tod aktiv war. 1985 gründete sie einen politischen Stammtisch für Frauen. Daraus entstand das Café F, das vielfältige kulturelle, politische und Bildungsveranstaltungen anbietet und ein Treff nicht nur für Frauen ist und in dem sie als Vorsitzende aktiv war. 2022 wurde sie anlässlich ihres 80. Geburtstages zur Ehrenvorsitzenden der Grünen in Pulheim ernannt.
Sie starb Ende 2023 im Alter von 81 Jahren. Ihre Urne wurde auf dem Friedwald Dormagen beigesetzt.

## Stiftung
Nach dem Tode ihres Vaters war sie Hauptgesellschafterin der Firma KB-Filter-Service, eines mittelständischen Unternehmens in Wardenburg. Entsprechend dem Willen ihres Vaters gründete sie die gemeinnützige Karin-Burmeister-Stiftung, die das Familienvermögen erben wird und die dazu beitragen will, dass die Errungenschaften der Frauenbewegung nicht in Vergessenheit geraten. Auch der Name soll darauf hinweisen, dass es auch Stiftungen von Frauen gibt. Die Stiftung fördert ausschließlich Frauen, insbesondere zum Thema Chancengleichheit. Ein Schwerpunkt liegt auch bei EDV-Angeboten für Frauen. Marita Haibach gehörte von der Errichtung der Stiftung bis 2014 dem Stiftungsrat an.

## Ehrungen
2007 durfte Burmeister sich nach über 20 Jahren Ratsarbeit in das Goldene Buch der Stadt Pulheim eintragen.
Anlässlich des Internationalen Frauentages 2016 empfing sie am Vortag aus der Hand des Bundespräsidenten Joachim Gauck zusammen mit 23 Frauen aus 16 Bundesländern das Bundesverdienstkreuz am Bande für ihr langjähriges ehrenamtliches Engagement im politischen, sozialen und kulturellen Bereich.